# Javier Gullón
Javier Gullón (Logronyo, 13 de gener de 1982) és un guionista espanyol. Va obtenir una nominació als Canadian Screen Award al millor guió adaptat als 2n Canadian Screen Awards per Enemy, i una nominació als Premis Goya al millor guió adaptat als XXVII Premis Goya per Invader (Invasor).
Ha fet el guió de pel·lícules com Out of the Dark, Hierro i Aftermath i Ventajas de viajar en tren.
Està casat amb Ayako Fujitani des de 2016.